# Ліцей №16 Івано-Франківської міської ради

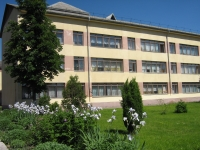

Ліцей №16 Івано-Франківської міської ради — навчальний заклад в Івано-Франківську.

## Історія ліцею
Історія школи бере початок з 1876 року. З 1907 року вона стала шестикласною. Школа побудована в районі, де проживали 90% робітників: залізничників, мулярів, столярів, кравців, шевців. Навчання велося польською мовою, вивчали також і українську та німецьку мови. Окремо були класи для дівчат та хлопців. У школі працював тільки один хоровий гурток. Польською школа залишалася до вересня 1939 року. Під час фашистської окупації в приміщенні школи була німецька казарма.
1 вересня 1944 року учні сіли за парти, хоча ще тривала війна. Тоді у ній знаходилася початкова школа  №16 з українською мовою навчання і середня школа №12 станції Станіслав Львівської залізниці, де учні навчались українською та російською мовами. Керувала школою Н.О. Чубовська.
У 1948 році два навчальні заклади об’єднали в одну семирічну школу №26 (директор Висоцький В.С.).
З 1953 року по 1960 рік – середня школа №12.
16 грудня 1960 р. заклад  перейменовано в школу №16. У цей час школа працювала в одному приміщенні у дві зміни, а в третю – повністю займала всі класні кімнати вечірня школа. У школі працювали гуртки технічної творчості, спортивні секції, було організовано роботу  духового  оркестру.
З 1952 року по 1971 рік директором школи був Лелеко Й.С.
У 1971 р. школою почав керувати Лосюк І.Ф.
У 1972 р. школа одержала нове спрямування  і стала школою з поглибленим вивченням математики, в якій навчались учні з нашої та інших областей.
У 1991 році директором школи став Васкул Василь Петрович. У школі було започатковано нові традиції, зокрема відродження національних та релігійних обрядів і свят (вечорниці на Андрея, Миколая, святкування Шевченківських днів).
У 2002-2003 н.р. школою  керувала Федорів Г.С.
У 2004 р. директором школи став Івануляк М.М., вчитель-методист, переможець міського та обласного конкурсів «Вчитель року – 2001». Івануляк М.М. велику увагу приділяє розвитку школи. Так, з  2005 р. школа ІІ ступеня працює за програмою з вивчення 2-их іноземних мов (англійської, німецької). Школа однією  з перших двічі бере участь у Міжнародному проєкті ПРООН та за програмою «Старі школи».    Завдяки коштам депутатів, коштів різноманітних проектів  здійснено заміну вхідних дверей і вікон у вестибюлі, навчальних кабінетів, приміщень столової та рекреацій школи.
Весною 2016 року розпочалося довгоочікуване будівництво спортивного, актового залів та бібліотеки, яке завершилось 13 жовтня 2017 року.

## Адміністрація ліцею
Івануляк Микола Миколайович – директор ліцею, учитель фізики, спеціаліст вищої кваліфікаційної категорії, учитель-методист,  спеціальність за дипломом «Фізика та математика»
Семенів Наталія Михайлівна – заступник директора ліцею, учитель математики та інформатики, спеціаліст вищої кваліфікаційної категорії, учитель-методист, спеціальність за дипломом «Математика та інформатика»
Дяченко Надія Богданівна – заступник директора ліцею, учитель трудового навчання та основ здоров`я, спеціаліст першої категорії, спеціальність за дипломом «Трудове навчання та основи здоров`я»
Василик Олена Анатоліївна – заступник директора ліцею, учитель початкових класів, спеціаліст другої категорії, спеціальність за дипломом “Початкова освіта”

## Реалізовані проєкти
- Освітній простір Ліцею № 16 2022-2023 н.р. Мета проєкту — обладнати мультимедійними комплектами (інтерактивні дошки, проектори, ноутбуки) кабінети української мови та літератури, іноземних мов (англійської та німецької), географії та математики для забезпечення сучасних умов навчання.[2]
- Етнічні екосумки[3]